# Вихрова заслінка

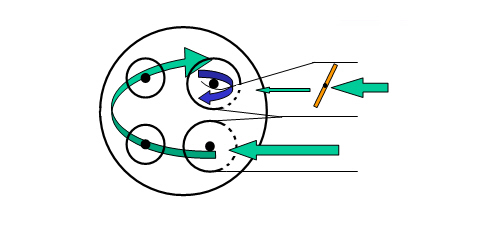
Принцип вихрової закрилки в чотириклапанному двигуні

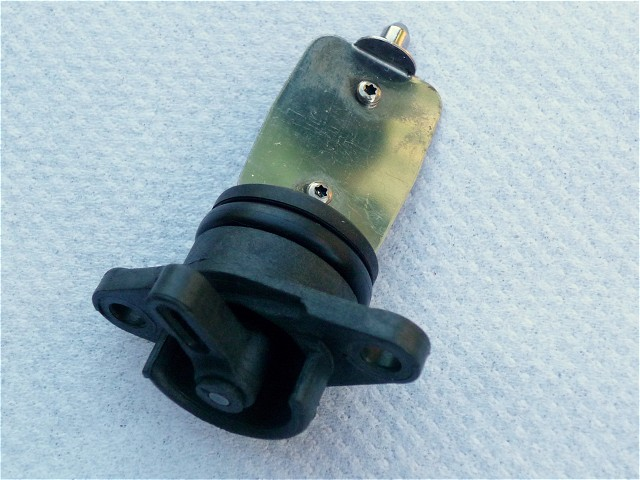

Вихрова закрилка — це невелика дросельна закрилка, яка встановлюється на чотиритактних двигунах внутрішнього згоряння принаймні з двома впускними клапанами. Її встановлюють усередині або безпосередньо перед одним із двох впускних отворів циліндра, що дозволяє дроселювати потік повітря у впускному отворі, викликаючи завихрення в іншому впускному отворі, не обладнаному вихровою заслінкою. Завихрення покращує процес змішування повітря та палива в двигунах із прямим уприскуванням, як правило, дизельних двигунах, за умов низького навантаження.

## Операція
Положення вихрової заслінки регулюється електричним або вакуумним сервоприводом, який знаходиться під контролем системи керування двигуном. У типовому виконанні заслінки будуть закриті на холостому ходу, створюючи додаткову турбулентність у впуску. У міру збільшення обертів двигуна заслінки поступово відкриваються, доки при приблизно 2000/хв вони не стануть паралельними потоку повітря та практично не створюватимуть опору. Їх призначення полягає в тому, щоб повітря, що надходить у циліндр, було достатньо турбулентним для гарного змішування палива й повітря навіть на низьких обертах двигуна. Це допомагає зменшити викиди, а також може покращити крутний момент на низьких частотах.

## Недоліки
Недоліки вихрових заслінок в основному пов’язані з забрудненням через рециркуляцію вихлопних газів, що залишає смоляні відкладення на заслінках і всередині впускного колектора. З часом закрилки можуть почати застрягати в одному положенні, і система керування двигуном може повідомити код помилки, якщо правильне положення закрилків не може бути досягнуто протягом кількох відсотків від проектної специфікації.